# Южная полярная шапка Марса
Южная полярная шапка Марса — полярная шапка в южной полярной области Марса, на Южном плато. Состоит из водяного льда с примесью пыли и замёрзшего диоксида углерода. Подвержена сезонным изменениям. В разгар лета имеет поперечник около 400 километров.

## Структура

Мозаика снимков КА «Викинг 2» южного полюса Марса, полученных 28 сентября 1977 года.

Южная полярная шапка Марса с высоты 269 км, снимок орбитального аппарата Марс-экспресс (11 февраля 2004).

Южная полярная шапка Марса лежит на сильно кратерированном плато, высота которого относительно марсианского уровня отсчёта высот составляет 1,5 км. Толщина шапки достигает 3,5 км. Она прорезана долинами, которые расходятся от полюса, изгибаясь по часовой стрелке (на северной шапке — против), что может быть вызвано катабатическими ветрами. Кроме того, в южную полярную шапку врезается большой каньон Южный, подобно тому, как в северную полярную шапку врезается каньон Северный.
Воды в южной полярной шапке Марса хватило бы, чтобы покрыть планету 11-метровым слоем.
Постоянная часть южной полярной шапки в настоящее время гораздо меньше (около 400 км в поперечнике) своего северного аналога (около 1100 км), поскольку когда в южном полушарии лето, Марс находится в перигелии, то есть заметно ближе к Солнцу. Как следствие, в южном полушарии лето теплее и короче, чем в северном, а зима — холоднее и дольше. Также различию полярных шапок могло способствовать более низкое положение поверхности северного полушария. Здесь расположены обширные низменности, в которых в течение миллионов лет могли накапливаться мощные толщи тонкозернистого материала, сносимого с материковых возвышенностей южного полушария. Такие осадочные отложения в условиях сурового климата Марса и могли стать наиболее крупным потенциальным резервуаром для накопления льда.
Полярные шапки Марса состоят из двух слоев. Нижний слой, составляющий почти всю толщину шапки, образован обычным водяным льдом, смешанным с пылью, который сохраняется и в летний период. Это постоянные шапки. Наблюдаемые сезонные изменения полярных шапок происходят за счёт верхнего слоя толщиной менее 1 метра, состоящего из твёрдой углекислоты, так называемого «сухого льда». Покрываемая этим слоем площадь быстро растет в зимний период, достигая в южном полушарии параллели 50 градусов (примерно на 15 градусов ближе к экватору, чем в северном), а иногда и переходя этот рубеж. Весной с повышением температуры этот слой испаряется и остается лишь постоянная шапка.

### Горы Митчела
При весеннем отступлении южной полярной шапки от неё отделяется белый «островок», расположенный около 72° ю. ш. 40° в. д. / 72° ю. ш. 40° в. д.. Он заметен даже с Земли и получил название гор Митчела (англ. Mountains of Mitchel) в честь Ормсби Макнайта Митчела, открывшего его в 1846 году. Впрочем, альтиметрические данные показали, что эти «горы» мало отличаются высотой от окружающей местности, и причина их склонности к оледенению неясна. Модели атмосферной циркуляции показывают, что в этом месте возможно усиленное выпадение осадков благодаря влиянию рельефа бассейнов равнин Эллада и Аргир на атмосферные потоки.

## Изучение
Группе учёных под руководством Марии Зубер удалось определить состав южной полярной шапки, используя данные о её топографии и гравитационных потенциалах, собранные аппаратами Mars Global Surveyor и Mars Reconnaissance Orbiter. Они вычислили толщину и массу южного ледяного щита и определили его среднюю плотность, которая оказалась равна 1220 кг/м³.
Обширные исследования южной полярной шапки Марса предполагалось провести с помощью Mars Polar Lander — спускаемого аппарата НАСА, запущенного в январе 1999 года. В сентябре того же года аппарат достиг Марса, но тотчас после входа в марсианскую атмосферу связь с ним прервалась.